# Celejów (herb szlachecki)
Celejów – polski herb szlachecki.

## Opis herbu
W polu błękitnem na dwóch kotwicach żelaznych u góry się stykających – kruk wzlatujący w lewo. Nad hełmem w koronie trzy pióra strusie z krzyżem złotym kawalerskim na środkowym. Labry błękitne podbite srebrem.

## Najwcześniejsze wzmianki
Nadany 6 maja 1851 Marcinowi Klemensowskiemu, właścicielowi dóbr Celejów w guberni lubelskiej, przez cesarza Mikołaja I.

## Herbowni
Jedna rodzina herbownych (herb własny):
Klemensowski.